# Возведение в степень по модулю
Возведение в степень по модулю — одна из операций над натуральными числами — возведение в степень, — выполняемая по модулю. Находит применение в информатике, особенно, в области криптографии с открытым ключом.
Возведение в степень по модулю — это вычисление остатка от деления натурального числа a (основание), возведенного в степень n (показатель степени), на натуральное число m (модуль). Обозначается:
{\displaystyle c\equiv a^{n}{\pmod {m}}}
Например, пусть нам даны a = 5, n = 3 и m = 13, тогда решение c = 8 — это остаток от деления {\displaystyle 5^{3}} на 13.
Если a, n и m неотрицательны и a < m, то единственное решение c существует, причем 0 ⩽ c < m.
Возведение в степень по модулю может быть выполнено и с отрицательным показателем степени n. Для этого необходимо найти число d, обратное числу a по модулю m. Это легко сделать с помощью алгоритма Евклида. Таким образом,

{\displaystyle c\equiv a^{n}\equiv d^{\left|n\right|}{\pmod {m}}} , где n < 0 и {\displaystyle a\cdot d\equiv 1{\pmod {m}}}
Возвести в степень по модулю довольно легко, даже при больших входных значениях. А вот вычисление дискретного логарифма, то есть нахождение показателя степени n при заданных a, c и m, намного сложнее. Такое одностороннее поведение функции делает её кандидатом для использования в криптографических алгоритмах.

## Простой метод
Самый простой способ возвести в степень по модулю — это непосредственное вычисление числа {\displaystyle a^{n}}, а затем нахождение остатка от деления этого числа на m. Рассчитаем c, если a = 4, n = 13 и m = 497:

{\displaystyle c\equiv 4^{13}{\pmod {497}}}
Можно использовать калькулятор для вычисления 413, получим 67,108,864. Теперь возьмем это число по модулю 497 и получим 445.
a имеет только один символ в длину, n имеет только два символа в длину, а значение an имеет 8 символов в длину.
В криптографии a часто имеет 256 двоичных разрядов (77 десятичных цифр). Рассмотрим a = 5 × 1076 и n = 17, они оба принимают вполне реальные значения. В этом примере a 77 символов в длину, а n — 2 символа в длину, но результат возведения в степень имеет 1304 символов в длину. Такие расчеты возможны на современных компьютерах, но скорость вычисления таких чисел невелика. Значения a и n увеличивают, чтобы добиться большего уровня безопасности, из-за чего значение an становится громоздким.
Время, необходимое для возведения в степень, зависит от операционной системы и процессора. Описанный выше способ требует O(n) умножений.

## Метод, эффективно использующий память
Данный метод требует большего числа операций, по сравнению с предыдущим. Однако, так как памяти требуется меньше и операции занимают меньшее время, то алгоритм работает гораздо быстрее.
Данный алгоритм основывается на том факте, что для заданных a и b следующие 2 уравнения эквивалентны:

{\displaystyle c\equiv (a\cdot b){\pmod {m}}}
{\displaystyle c\equiv (a{\pmod {m}}\cdot b{\pmod {m}}){\pmod {m}}}
Алгоритм следующий:
1. Пусть c = 1, n′ = 0.
2. Увеличим n′ на 1.
3. Установим {\displaystyle c\equiv (b\cdot c){\pmod {m}}}.
4. Если n′ < n, возвращаемся к шагу 2. В противном случае, c содержит правильный ответ {\displaystyle c\equiv b^{n}{\pmod {m}}}.

При каждом проходе шага 3, выражение {\displaystyle c\equiv b^{n'}{\pmod {m}}} верно. После того, как шаг 3 был выполнен n раз, в c содержится искомое значение. Таким образом, алгоритм основывается на подсчитывании n′ до тех пор, пока n′ не достигнет n при умножении c (из предыдущей итерации цикла) на b по модулю m в текущей итерации цикла (чтобы гарантировать, что результат будет маленьким).
Например, b = 4, n = 13 и m = 497. Алгоритм проходит через шаг 3 тринадцать раз.
- n′ = 1. c = (1 * 4) mod 497 = 4 mod 497 = 4.
- n′ = 2. c = (4 * 4) mod 497 = 16 mod 497 = 16.
- n′ = 3. c = (16 * 4) mod 497 = 64 mod 497 = 64.
- n′ = 4. c = (64 * 4) mod 497 = 256 mod 497 = 256.
- n′ = 5. c = (256 * 4) mod 497 = 1024 mod 497 = 30.
- n′ = 6. c = (30 * 4) mod 497 = 120 mod 497 = 120.
- n′ = 7. c = (120 * 4) mod 497 = 480 mod 497 = 480.
- n′ = 8. c = (480 * 4) mod 497 = 1920 mod 497 = 429.
- n′ = 9. c = (429 * 4) mod 497 = 1716 mod 497 = 225.
- n′ = 10. c = (225 * 4) mod 497 = 900 mod 497 = 403.
- n′ = 11. c = (403 * 4) mod 497 = 1612 mod 497 = 121.
- n′ = 12. c = (121 * 4) mod 497 = 484 mod 497 = 484.
- n′ = 13. c = (484 * 4) mod 497 = 1936 mod 497 = 445.

Конечный ответ c равняется 445, как и в первом методе.
Как и в первом методе, требуется O(n) умножений для завершения. Однако, так как числа используемые в этих расчетах намного меньше, то время выполнения данного алгоритма уменьшается.
В псевдокоде это выглядит так:
```
 
function
 modular_pow(base, index_n, modulus)
    c := 1
    
for
 index_n_prime = 1 
to
 index_n 
        c := (c * base) 
mod
 modulus
    
return
 c
```

## Алгоритм быстрого возведения в степень по модулю
Применяя алгоритм быстрого возведения в степень для 595703 (mod 991):
Имеем n = 703 =(1010111111)2 = 20+21+22+23+24+25+ 27+29.
595703 = ((((((((5952)2*595)2)2* 595)2*595)2 * 595)2*595)2*595)2*595
= (((((((2382*595)2)2* 595)2*595)2 * 595)2*595)2*595)2*595
= ((((((2612)2* 595)2*595)2 * 595)2*595)2*595)2*595
= (((((7332* 595)2*595)2 * 595)2*595)2*595)2*595
= (((((167* 595)2*595)2 * 595)2*595)2*595)2*595
= ((((2652*595)2 * 595)2*595)2*595)2*595
= (((3422 * 595)2*595)2*595)2*595
= ((6052*595)2*595)2*595
= (7332*595)2*595
= (167*595)2*595
= 2652*595
= 342.

## Схема «справа налево»
Другим вариантом является схема типа «справа налево». Её можно представить следующей формулой:
{\displaystyle d=a^{n}=}
{\displaystyle =a^{\sum _{i=0}^{k}m_{i}*2^{i}}=}
{\displaystyle =a^{m_{0}}*a^{2m_{1}}*a^{2^{2}*m_{2}}*...*a^{2^{k}*m_{k}}=}
{\displaystyle =a^{m_{0}}*(a^{2})^{m_{1}}*(a^{2^{2}})^{m_{2}}*...*(a^{2^{k}})^{m_{k}}=}
{\displaystyle =\prod _{i=0}^{k}{(a^{2^{i}})^{m_{i}}}}
Пример. Посчитаем с помощью простой двоичной схемы возведения в степень типа «справа налево» значение 175235 mod 257.
Представим число 235 в двоичном виде:
23510 = 111010112.
1. d := 1 * 175 mod 257 = 175,
t := 1752 mod 257 = 42;
2. d := 175 * 42 mod 257 = 154,
t := 422 mod 257 = 222;
3. t := 2222 mod 257 = 197;
4. d := 154 * 197 mod 257 = 12,
t := 1972 mod 257 = 2;
5. t := 22 mod 257 = 4;
6. d := 12 * 4 mod 257 = 48,
t := 42 mod 257 = 16;
7. d := 48 * 16 mod 257 = 254,
t := 162 mod 257 = 256;
8. d := 254 * 256 mod 257 = 3,
9. → d = 3. Потребовалось 7 возведений в квадрат и 6 умножений.

## Матрицы
Числа Фибоначчи по модулю n можно эффективно найти путём вычисления Am (mod n) для определенного m и определенной матрицы A. Перечисленные методы легко могут быть применены в данном алгоритме. Это обеспечивает хороший тест простоты для больших чисел n (500 бит).

### Псевдокод
Рекуррентный алгоритм для ModExp(A, b, c) = Ab (mod c), где A является квадратной матрицей.

```
matrix
 ModExp(matrix A, int b, int c) {

   
if 
(b == 0) 
return
 I; // Единичная матрица
   
if 
(b % 2 == 1) 
return
 (A * ModExp(A, b-1, c)) % c; 
   
matrix
 D = ModExp(A, b/2, c);
   
return
 (D * D) % c;
}
```

## Конечность циклических групп
Обмен ключами Диффи — Хеллмана использует возведение в степень в конечных циклических группах. Приведенный выше метод возведения матрицы в степень полностью распространяется и на циклические группы. Умножение матриц по модулю C = AB (mod n) просто заменяется групповым умножением c = ab.

## Реверсивное и квантовое возведение в степень по модулю
В квантовых вычислениях возведение в степень по модулю является частью алгоритма Шора. Также, в данном алгоритме можно узнать основание и показатель степени при каждом вызове, которые позволяют различные модификации схемы.

## В языках программирования
Возведение в степень по модулю является важной операцией в информатике и есть эффективные алгоритмы (см. выше), которые гораздо быстрее, чем простое возведение в степень и последующее взятие остатка. В языках программирования существуют библиотеки, содержащие специальную функцию для возведения в степень по модулю:
- Python содержит встроенную функцию pow()[4]
- .NET Framework содержит BigInteger class, включающий в себя ModPow()[5]
- Java содержит java.math.BigInteger class, включающий в себя modPow()[6]
- Perl содержит Math::BigInt модуль, включающий в себя метод bmodpow()[7]
- Go содержит big.Int тип, включающий в себя метод Exp()[8]
- PHP содержит BC Math библиотеку, включающую в себя функцию bcpowmod()[9]
- GNU Multi-Precision Library (GMP) библиотека содержит функцию mpz_powm()[10]